# Ruta Provincial E 64 (Córdoba)

## Generalidades
La Ruta Provincial E 64 es una vía de comunicación, que posee dos tramos bien definidos: uno de muy alto tránsito y el segundo que prácticamente en desuso.
 Tiene orientación norte-sur, y su inicio se encuentra dentro de la ciudad de Villa Allende, en la provincia de Córdoba, en la República Argentina.
Discurre por un área altamente poblada y es columna vertebral de la región oeste del Gran Córdoba. Está asfaltada en poco más del 50%.
Luego de traspasar la ciudad de La Calera, se interna en el faldeo oriental de las Sierras Chicas (técnicamente denominadas Sierras de Saldán), donde se continúa como ruta de ripio, hasta alcanzar la  RN 20 o Autopista Córdoba-Carlos Paz , donde finaliza en la colectora norte de esa importante vía de comunicación.

Un importante hecho de este tramo de su recorrido, es que cruza por la Reserva natural de la defensa La Calera, cuyo acceso,  durante los años del gobierno de facto (1976-1983), estaba vedado, debido a que se era una zona colindante con campo de pruebas militares.

Su trazado no es continuo, ya que en la ciudad de La Calera se interrumpe su trazado al encontrarse con el km 8 de la  RP E-55 , y vuelve a retomar su derrotero 1 km más al este de ésta, en el km 7. De allí en más, apenas se encuentra asfaltada por 1 o 2 km y el resto es camino es de ripio.

En octubre de 2021, se rehabilitó el tramo Villa Allende - La Calera, debido a que desde el año 2020 se estaba trabajando en la repavimentación del tramo entre Villa Allende y Saldánref>https://www.cba24n.com.ar/cordoba/rehabilitaran-la-ruta-e-64-que-une-villa-allende-y-la-calera_a616f5ae953041a3d271eec6f</ref>.

## Localidades
A lo largo de su derrotero, esta ruta cruza las localidades que se detallan a continuación. Aquellas con letra en itálica, son cabecera de su departamento. Los datos de población (entre paréntesis), fueron obtenidos del censo.
Las localidades con la leyenda s/d hacen referencia a que no se encontraron datos oficiales.
- Departamento Colón: Villa Allende (30.844), Saldán (10.484), Dumesnil (2.850),[Nota 3] La Calera (32.144)
- Departamento Santa María: No hay localidades dentro de este departamento.

## Recorrido
| CONTgq | ABZq+lr | CONTfq |

|  | CONTgq | KRZ | TEEa | CONTfq |

|  |  | CONTf@F | STR |  |

|  |  | WASSERq | hKRZWae | WABZg+r |

|  |  | WASSERq | hKRZWae | WWSELrf |

|  |  | CONTgq | KRZ | CONTfq |

|  |  | STR |

|  |  | BHF |

|  |  | WASSERq | hKRZWae | WASSERq |

|  |  | STR+l | ABZqlr | CONTfq |

|  | uCONTgq | mKRZu | uCONTfq |  |

| BAHN | CONTgq | SKRZ-G2BUE | CONTfq |  |

| FACTORY |  | STR |  |  |

| uCONTgq | mKRZu | uCONTfq |

|  | BHF |

|  | BHF |

| WASSERq | hKRZWae | WASSERq |

|  | CONTgq | ABZqlr | TEEa | CONTfq |

|  |  |  | STR |

|  | lNAT |  | tSTRa-m |  |

|  | lNAT |  | tSTRe-m |  |

|  |  | CONTgq | ABZqlr | CONTfq |